# Night in Calisia
Night in Calisia − album studyjny z 2012 Randy’ego Breckera i Włodka Pawlika z Orkiestrą Symfoniczną Filharmonii Kaliskiej pod batutą Adama Klocka.
Materiał zarejestrowano w marcu 2011 w studiu Polskiego Radia z okazji 1850. rocznicy lokacji Kalisza; album wydany został w Polsce 13 listopada 2012, 13 sierpnia 2013 ukazała się wersja amerykańska wydana przez Summit Records. W 2014 album zdobył Nagrodą Grammy w kategorii „najlepszy album dużego zespołu jazzowego”. Nagranie w Polsce uzyskało certyfikat platynowej płyty za sprzedaż ponad 10 000 egzemplarzy.

## Wykonawcy
- Randy Brecker − trąbka
- Włodek Pawlik Trio
  - Włodzimierz Pawlik – fortepian
  - Paweł Pańta – kontrabas
  - Cezary Konrad – perkusja
- Orkiestra Symfoniczna Filharmonii Kaliskiej
  - Adam Klocek − dyrygent

## Lista utworów
| Nr | Tytuł utworu                     | Długość |
| -- | -------------------------------- | ------- |
| 1. | „Night in Calisia”               | 10:54   |
| 2. | „Amber Road”                     | 9:44    |
| 3. | „Orienthology”                   | 10:17   |
| 4. | „Follow the Stars”               | 11:17   |
| 5. | „Quarrel of the Roman Merchants” | 10:59   |
| 6. | „Forgotten Song”                 | 10:26   |
|    |                                  | 1:03:37 |

## Pozycje na listach
| Lista (2014)  | Najwyższa pozycja |
| ------------- | ----------------- |
| Polska (OLiS) | 2                 |